# Picton Castle
Picton Castle (walisisk: Castell Pictwn) er en middelalderborg nær Haverfordwest i communityet Uzmaston, Boulston and Slebech, Pembrokeshire, Wales. Oprindeligt blev den opført i 1200-tallet af en flamsk ridder, og kom senere i Sir John Wogans ejerskab. Det er siden blevet ombygget adskillige gange.
I 1405 angreb franske tropper, der støttede Owain Glyndŵr, borgen, og den blev erobret igen under den engelske borgerkrig i 1645 af rundhovederne.
Borgen og jordene omkring er ejet af Picton Castle Trust, og det er en listed building af første grad.